# Cantó de Le Parcq
El cantó de Le Parcq és un cantó francès del departament del Pas de Calais, situat al districte de Montreuil. Té 24 municipis i el cap és Le Parcq.

## Municipis
- Auchy-lès-Hesdin
- Azincourt
- Béalencourt
- Blangy-sur-Ternoise
- Blingel
- Éclimeux
- Fillièvres
- Fresnoy
- Galametz
- Grigny
- Incourt
- Maisoncelle
- Neulette
- Noyelles-lès-Humières
- Le Parcq
- Le Quesnoy-en-Artois
- Rollancourt
- Saint-Georges
- Tramecourt
- Vacqueriette-Erquières
- Vieil-Hesdin
- Wail
- Wamin
- Willeman

## Història
| Data d'elecció                           | Identitat          | Partit                     | Qualitat |
| ---------------------------------------- | ------------------ | -------------------------- | -------- |
| 1945-1967                                | Alfred Coutet      | radical                    |          |
| 1967-2004                                | Joseph Morgant     | Divers droite, després UDF |          |
| 2004-                                    | Jean-Claude Darque | Divers droite              |          |
| les dades anteriors no són pas conegudes |                    |                            |          |
|                                          |                    |                            |          |

## Demografia
| A partir de 1990: Població sense dobles comptes |